# Jacqueline M.C. Thomas
Pour les articles homonymes, voir Thomas.
Jacqueline Mauricette Christiane Thomas, née le 29 novembre 1930 dans le 10e arrondissement de Paris et morte à Saint-Martin-au-Bosc le 7 octobre 2023, est une linguiste et directrice de recherche émérite au CNRS française. Elle est connue comme pionnière de la linguistique africaine et de l'ethnolinguistique.

## Biographie
Jacqueline Thomas, fille de Maurice Thomas et Yvonne Thomas (née Fromenteau), naît à Paris. Elle étudie sociologie, linguistique, ethnologie et psychologie à la Sorbonne, où elle obtient sa licence en 1955. Elle étudie en parallèle la langue mandingue à l'Institut national des langues et civilisations orientales (1952). Elle est docteure ès lettres en 1963.
Entrée au CNRS comme stagiaire de recherche, elle y fait toute sa carrière, attachée en 1959, chargée en 1964, puis maître en 1966 et enfin directrice de recherche en 1970.
Depuis 1958, elle a assuré divers enseignements à l’Institut de linguistique de Paris, puis comme chargé de cours à l’EPHE et à l’EHESS. Elle a créé et animé plusieurs formations de recherche du CNRS, la dernière étant le laboratoire de Langues et civilisations à tradition orale (LACITO).
La biographie de Jacqueline M.C. Thomas est présentée, dans un volume d'hommages publié en 2004 (p. 1-28), sous la forme d'une « Présentation biographique » par Luc Bouquiaux et dans les multiples facettes des témoignages de ses collègues. Elle a également publié un article autobiographique.

## Carrière
Fondatrice (avec Luc Bouquiaux) du LACITO, qu'elle a dirigé de 1976 à 1991, elle a apporté une contribution de premier plan à la formulation, l'enseignement et la diffusion de méthodes d'enquête concernant les langues et civilisations à tradition orale. Elle a appliqué ces méthodes à la description de langues oubanguiennes et bantoues (grammaires, dictionnaires). Convaincue de l'importance fondamentale de la pluridisciplinarité pour les sciences humaines, elle pratique une approche dans laquelle « L'étude linguistique n'a de sens que fondée sur une connaissance très poussée de la culture où elle se situe. » comme « L'étude d'une société exige une parfaite maîtrise de la langue qu'elle pratique. ».
Sa carrière fait l'objet d'un film documentaire.

## Hommages et distinctions
- Prix Volney des cinq Académies en 1967.
- Médaille d'argent du CNRS en 1976.
- Chevalier de l'ordre national du Mérite  en 1984.
- Chevalier de l'ordre des Palmes académiques

## Publications

### Ouvrages
- Instructions pour la notation des langues exotiques, Paris : IGN, 1956, 130 p. (avec André-Georges Haudricourt)
- Les Ngbaka de la Lobaye : le dépeuplement rural chez une population forestière de la république centrafricaine, Paris : Mouton, 1963, 494 p., cartes h.t., tabl., 5 pl. h.t[8].
- Le parler ngbaka de Bokanga. Phonologie, morphologie, syntaxe, Paris, 1963, 307 p., 1 carte, 2 fig[9].
- La notation des langues : phonétique et phonologie, Paris : Institut Géographique National, 1967, V-166 p. (avec André-Georges Haudricourt)
- Contes, proverbes, devinettes ou énigmes, chants et prières ngbaka-ma'bo (République centrafricaine), Paris : Éd. Klincksieck (Langues et littératures de l'Afrique noire, 6), 1970[10].
- Conte et chantefables ngbaka-ma'bo (République Centrafricaine), Paris : SELAF, 1970, 237 p., carte, notes mus., tabl., disque 33 t. (avec Simha Arom)
- Les Mimbo, génies du piégeage et le monde surnaturel des Ngbaka-Ma'bo (République Centrafricaine), Paris : SELAF, 1974, 155 p., cartes, ill., photos (avec Simha Arom)[11].
- La Crotte tenace et autres contes ngbaka-ma'bo de République Centrafricaine, Paris : SELAF, 1975, 228 p., 2 disques 45 t. (avec Marie-José Derive et Jean Derive ; et avec la collaboration de Marcel Mavode)[12].
- Initiation à la phonétique : phonétique articulatoire et phonétique distinctive, Paris : Presses universitaires de France, 1976, 252 p., disque 33 t. (avec Luc Bouquiaux et France Cloarec-Heiss). Traduit en espagnol :
  - (es) Iniciación a la fonética : fonética articulatoria y fonética distintiva, Madrid : Gredos, 1987, 286 p. (avec Luc Bouquiaux et France Cloarec-Heiss).
- L'aka, langue bantoue des Pygmées de Mongoumba (Centrafrique). Introduction à l'étude linguistique. Phonologie, Paris-Leuven : Peeters (Études Pygmées II), 1978, 204 p. (avec France Cloarec-Heiss).
- La linguistique africaniste française (en France et en Afrique). Le point de la question en 1979, Paris : SELAF, 1980, 85 p. (avec Anne Behaghel)
- L'enseignement de l'anthropologie dans les universités françaises, Paris : Association française des anthropologues, 1980, 50 p. (avec F. Morin).
- Un continuum prédicatif : le cas du gbanzili (République Centrafricaine), Paris-Leuven : Peeters (LCA 35), 2006, 384 p. (avec Marie-Françoise Rombi)[13].
- Revisitation de la dérivation bantoue et arbitraire du signe. Contribution à l'étude des liens entre langage et conscience, Paris-Leuven : Peeters (Numéros Spéciaux 35), 2016, 1022 p. (avec Luc Bouquiaux)[14].
- Dictionnaire du monzombo (langue oubanguienne de Centrafrique et des Congo), Paris-Leuven, Peeters (LCA 37), 2018, 3 vol., 885 + 684 + 234 p. — Volume I-II: Dictionnaire monzombo-français illustré. Volume III: Lexique français-monzombo (avec Luc Bouquiaux)[15].

### L'Encyclopédie des Pygmées Aka
- Encyclopédie des Pygmées Aka : Techniques, langage et société des chasseurs-cueilleurs de la forêt centrafricaine (Sud-Centrafrique et Nord-Congo), Paris-Leuven : Peeters, 1981-2018, 16 vol., 4581 p. (éditeur avec Serge Bahuchet, Alain Epelboin et Suzanne Fürniss)[16].

1. « Les Pygmées aka » : 1. Introduction à l'Encyclopédie (1983, 140 p.) - 2. Le monde des Aka (1991, 242 p.) - 3. La société (1991, 244 p.) - 4. La langue (1991, 183 p.)
2. « Dictionnaire ethnographique aka-français » : 1. Phonème P (1981 144 p., réédité en 2003, 183 p.) - 2. Phonème B (1993, 389 p.) - 3. Phonèmes MB, M, V (1993, 332 p.) - 4. Phonèmes T, D (1998, 251 p.) - 5. Phonèmes ND, N, L (2003, 245 p.) - 6. Phonème S (2004, 260 p.) - 7. Phonèmes Z, NZ, NY, Y (2005, 299 p.) - 8. Phonème K (2007, 385 p.) - 9. Phonèmes G, NG, H (2008, 219 p.) - 10. Phonèmes KP, GB, NGB, W (2011, 237 p.) - 11. Voyelles (2014, 303 p.)
3. Lexique alphabétique français-aka (2018, 669 p.)

### Édition d'ouvrages
- Enquête et description des langues à tradition orale, Paris : SELAF (Numéro spécial 1), 1971, 5 vol., 750 p. (éd. avec Luc Bouquiaux)[17]. Il a été réédité en 1976 en 3 vol. Il était composé en 1971 de :
  1. Introduction à l'enquête de terrain et Notions d'analyse grammaticale pour la description, Paris : SELAF, 1971, 239 p., tabl. (avec Luc Bouquiaux)
  2. Questionnaires grammaticaux, Paris : SELAF, 1971, 120 p. (avec Daniel Barreteau, Luc Bouquiaux, France Cloarec-Heiss, Gladys Guarisma, Claude Hagège, Nicole Tersis)
  3. Questionnaire de phrases, Paris : SELAF, 1971, 164 p. (avec Jean-Pierre Caprile, France Cloarec-Heiss, Françoise Leduc)
  4. [Le volume 4 « Questionnaire technique » a été entièrement rédigé par Yves Moñino]
  5. Questionnaires thématiques, Paris : SELAF, 1971, 139 p., tabl., fig., 27 pl. dessins. (avec Simha Arom, Pierre Boiteau, Daniel Barreteau, Ralph N.H. Bulmer, Geneviève Calame-Griaule, Jean-Pierre Caprile, Geneviève Dournon-Taurelle, Claudine Friedberg-Berthe, Pierre-Francis Lacroix, Aurore Monod, Suzanne Platiel, Jean-Claude Rivierre, Corinne Venot)
- Langues et Techniques. Nature et Société, Paris : Klincksieck, 1972, 2 vol. (éd. avec Lucien Bernot) [I. Approche linguistique, 400 p., pl. h.t. — II. Approche ethnologique, approche naturaliste, 414 p., pl. h.t.][18],[19].
- Les langues sans tradition écrite. Méthodes d'enquête et de description (Actes du Colloque International du CNRS, Nice, 28 juin-2 juillet 1971), Paris : SELAF, 1974, 196 p. (éd. avec Gabriel Manessy)
- (en) Studying and describing unwritten languages, Dallas: The Summer Institute of Linguistics, 1992, XI-725 p. (éd. avec Luc Bouquiaux) [traduit par James Roberts]
- (fr + en) Les “insectes” dans la tradition orale / “Insects” in oral literature and traditions, Leuven-Paris-Dudley, Peeters (Ethnosciences 11), 2003, VIII-633 p. (éd. avec Élisabeth Motte-Florac)[20].
- L'ethnolinguistique - Haudricourt et nous, ses disciples, Saint-Martin-au-Bosc : SELAF (à compte d'auteur), 2013, 157 p., cartes. (publié avec le concours du Centre International de la Langue Française) (éd. avec Luc Bouquiaux)[5].